# Vicepresidente de Bolivia
El vicepresidente del Estado Plurinacional de Bolivia compone el órgano ejecutivo del poder público del Estado boliviano y es el primero en la línea de sucesión constitucional para reemplazar al presidente del Estado, en caso de ausencia temporal o definitiva, renuncia, revocatoria del mandato, sentencia condenatoria ejecutoriada o muerte. El vicepresidente del Estado preside la Asamblea Legislativa Plurinacional.
El vicepresidente, al igual que el presidente del Estado, es electo por sufragio universal. Su mandato tiene una duración de cinco años con posibilidad de una única reelección. En caso de que ningún binomio presidencial alcance la mayoría absoluta, se recurrirá a una segunda vuelta electoral o balotaje.
Cuatro vicepresidentes han asumido la presidencia de la nación por sucesión constitucional: Mamerto Urriolagoitia, Luis Adolfo Siles Salinas, Jorge Quiroga Ramírez y Carlos D. Mesa Gisbert. Entretanto, Ñuflo Chávez Ortiz, Jaime Paz Zamora y Álvaro García Linera han sido los únicos vicepresidentes en renunciar al cargo.

## Origen
El cargo vicepresidencial nace en la Constitución Política de 1826, promulgada por Antonio José de Sucre, llamada también Bolivariana por haber sido redactada por Simón Bolívar y presentada ante la Asamblea Constituyente para su consideración.
Los artículos que se refieren al vicepresidente describen los alcances que este tenía:

Artículo 85°. El vicepresidente es nombrado por el presidente de la República y aprobado por el cuerpo legislativo del modo que se ha dicho en el artículo 57.

Artículo 86°. Una ley especial de sucesión comprenderá todos los casos que puedan ocurrir.
Artículo 87°. Para ser vicepresidente es necesario haber nacido en Bolivia y tener las demás calidades que se requieren para presidente.
Artículo 88°. El vicepresidente de la República es el jefe del ministerio.
Artículo 89°. Será responsable con el ministro del despacho del departamento respectivo de la administración del Estado.
Artículo 90°. Despachará y firmará a nombre de la República y del presidente todos los negocios de la administración con el ministro de Estado del departamento respectivo.

Artículo 91°. No podrá ausentarse del territorio de la República sin permiso del cuerpo legislativo.
Constitución Boliviana de 19 de noviembre de 1826
Título 6, Capítulo 2

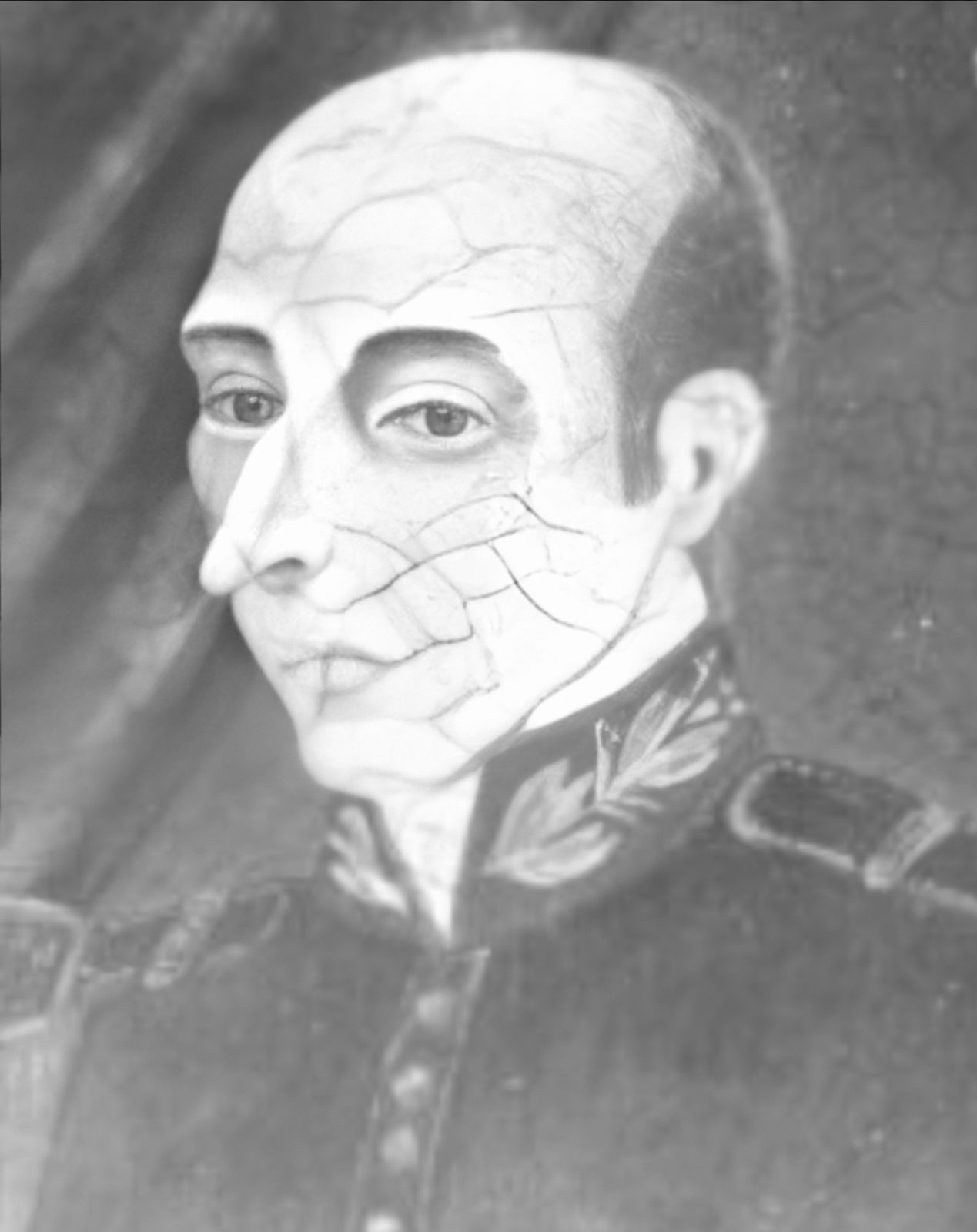
Primer vicepresidente, José Ramón de Loayza (1828-1829).

De todos modos, Sucre no presentaría aspirante alguno al cargo, quedando vacante esa cartera de Estado por el resto de su administración (1825-1828). Sería en los últimos días del gobierno de Sucre en el que se tendría mayor consciencia en que el cargo vicepresidencial no podía quedarse vacante ya que tras los sucesos del 18 de abril de 1828 no hubo quien le sucediera, por esa razón se tuvo que conformar un Consejo de Ministros presidido por José María Pérez de Urdininea para poder dirigir la nación y contener la invasión peruana.
Finalizado el gobierno interino de Pérez de Urdininea (1828) y presentada la renuncia definitivamente de Sucre a la presidencia de Bolivia, el Congreso General Constituyente designó interinamente a José Miguel de Velasco como nuevo mandatario de la nación el 2 de agosto de 1828, en calidad de presidente del Consejo de Ministros, recientemente conformado.
El Congreso General Constituyente tenía la misión de elegir al nuevo mandatario de la nación y al primer vicepresidente de la historia del país, cumpliendo de esa manera la Constitución Política de 1826 vigente. Tras diez días de deliberación, se eligió a Andrés Santa Cruz como nuevo presidente y a José Miguel de Velasco como nuevo vicepresidente, en calidad provisional. Santa Cruz, que aún tenía compromisos con el gobierno peruano no pudo ejercer dicha magistratura e inevitablemente Velasco tampoco pudo ejercer el cargo vicepresidencial al quedarse tras la designación como presidente interino.
Tras presiones políticas internas y como consecuencia de que Santa Cruz nunca llegó a posesionarse, se forzó para convocar a una Asamblea Convencional para elegir nuevos mandatarios. Los elegidos serían, Pedro Blanco como presidente y José Ramón de Loayza como vicepresidente, este último quedándose como presidente interino hasta la llegada de Blanco al lugar de posesión.
Con la llegada de Pedro Blanco a la ciudad de Chuquisaca el 26 de diciembre de 1828, el señor Loayza pudo por fin ejercer el cargo vicepresidencial y convertirse de esta manera en el primer vicepresidente de la República, cargo que no pudo ejercer previamente Velasco a pesar de ser designado constitucionalmente.

## Poderes y deberes

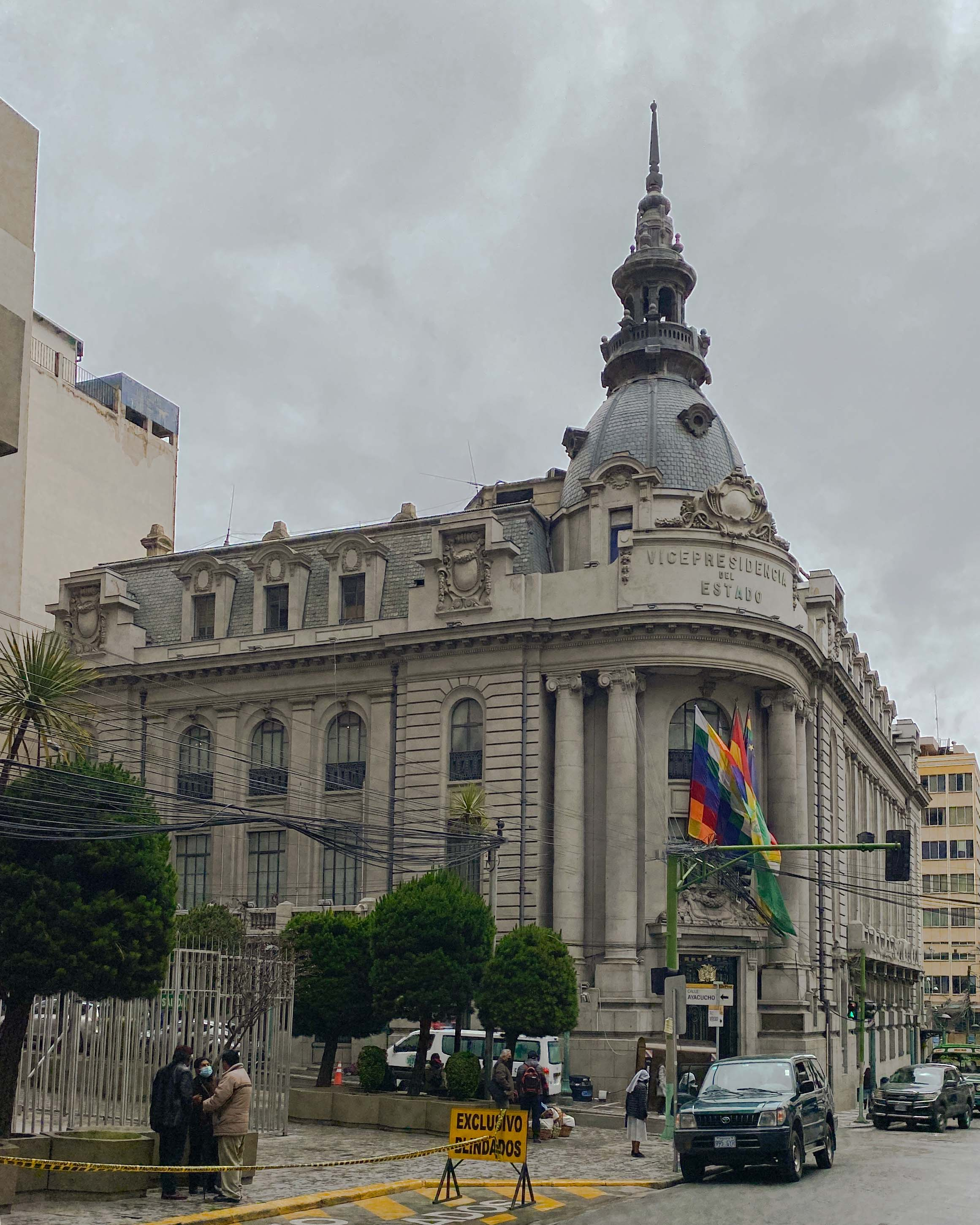
Edificio de la Vicepresidencia del Estado Plurinacional en La Paz.

La Constitución Política de 2009 fijó los nuevos alcances de poder del vicepresidente electo, situándolo como un híbrido entre un primer ministro, de corte democrático-parlamentario, con el de un vicepresidente, de corte republicano tradicional. Llega a tener atribuciones extraordinarias para poder decidir por encima de los demás poderes del Estado, poniéndose en duda la independencia de poderes, pieza clave para la democracia.

Artículo 169°.

I. En caso de impedimento o ausencia definitiva de la presidenta o del presidente del Estado, será reemplazada o reemplazado en el cargo por la vicepresidenta o el vicepresidente y, a falta de ésta o éste, por la presidenta o el presidente del Senado, y a falta de ésta o éste por la presidente o el presidente de la Cámara de Diputados. En este último caso, se convocarán nuevas elecciones en el plazo máximo de noventa días.
II. En caso de ausencia temporal, asumirá la presidencia del Estado quien ejerza la vicepresidencia, por un periodo que no podrá exceder los noventa días.
Artículo 171°. En caso de revocatoria del mandato, la presidenta o el presidente del Estado cesará de inmediato en sus funciones, debiendo asumir la presidencia la persona que ejerza la vicepresidencia, quien convocará de forma inmediata a elecciones a la presidencia del Estado a realizarse en el plazo máximo de noventa días.
Artículo 174°. Son atribuciones de la vicepresidenta o del vicepresidente del Estado, además de las que establece esta Constitución y la ley:
1. Asumir la presidencia del Estado, en los casos establecidos en la presente Constitución.
2. Coordinar las relaciones entre el Órgano Ejecutivo, la Asamblea Legislativa Plurinacional y los gobiernos autónomos.
3. Participar en las sesiones del Consejo de Ministros.
4. Coadyuvar con la presidenta o el presidente del Estado en la dirección de la política general del Gobierno.
5. Participar conjuntamente con la presidenta o el presidente del Estado en la formulación de la política exterior, así como desempeñar misiones diplomáticas.
Constitución Boliviana de 7 de febrero de 2009
Parte Segunda, Título II, Capítulo Primero, Sección II

### Sucesión constitucional
Existen once casos de sucesión constitucional presentes en la historia de Bolivia, pero solo cuatro pertenecen al cargo vicepresidencial:
| Titular | Titular                    | Gestión        | Motivo          | Sucesor | Sucesor                   | Gestión   | Cargo anterior                             |
| --- | -------------------------- | -------------- | --------------- | ------- | ------------------------- | --------- | ------------------------------------------ |
| | Antonio José de Sucre      | 1825-1828      | renunció        |         | José Miguel de Velasco    | 1828      | Presidente del Consejo de Ministros        |
| | Andrés de Santa Cruz       | 1828 (nominal) | no se presentó  |         | José Miguel de Velasco    | 1828      | Vicepresidente de la República             |
| | José Ballivián Segurola    | 1841-1847      | renunció        |         | Eusebio Guilarte Mole     | 1847-1848 | Presidente del Consejo Nacional            |
| | Agustín Morales Hernández  | 1871-1872      | asesinado       |         | Tomás Frías Ametller      | 1872-1873 | Presidente del Consejo de Estado           |
| | Adolfo Ballivián Coll      | 1873-1874      | muerte natural  |         | Tomás Frías Ametller      | 1874-1876 | Presidente del Consejo de Estado           |
| | Bautista Saavedra Mallea   | 1921-1925      | delegó el mando |         | Felipe Segundo Guzmán     | 1925-1926 | Presidente del Senado                      |
| | Enrique Hertzog Garaizabal | 1947-1949      | renunció        |         | Mamerto Urriolagoitia     | 1949-1951 | Vicepresidente de la República             |
| | René Barrientos Ortuño     | 1966-1969      | accidente aéreo |         | Luis Adolfo Siles Salinas | 1969      | Vicepresidente de la República             |
| | Hugo Banzer Suárez         | 1997-2001      | renunció        |         | Jorge Quiroga Ramírez     | 2001-2002 | Vicepresidente de la República             |
| | Gonzalo Sánchez de Lozada  | 2002-2003      | renunció        |         | Carlos D. Mesa Gisbert    | 2003-2005 | Vicepresidente de la República             |
| | Carlos D. Mesa Gisbert     | 2003-2005      | renunció        |         | Eduardo Rodríguez Veltzé  | 2005-2006 | Presidente de la Corte Suprema de Justicia |
| | Juan Evo Morales Aima      | 2006-2019      | renunció        |         | Jeanine Áñez Chávez       | 2019      | Segunda Vicepresidente del Senado          |
| Nota: El gobierno de José María Pérez de Urdininea (1828) no se trató de una sucesión sino de una delegación temporal del mando, mientras Sucre se recuperaba de su herida de bala en el brazo, ocurrida en el Motín del 18 de Abril de 1828. Actualmente, ese gobierno interino es elevando a rango de un gobierno como tal. |                            |                |                 |         |                           |           |                                            |

| Línea sucesoria presidencial | Línea sucesoria presidencial |
| ---------------------------- | ---------------------------- |
| 1                            | Vicepresidente del Estado    |
| 2                            | Presidente del Senado        |
| 3                            | Presidente de los Diputados  |

De los cuatro vicepresidentes sucesores, sólo Jorge Quiroga Ramírez terminó correctamente su mandato constitucional (2001-2002). En cambio, Urriolagoitia y Mesa Gisbert tuvieron que renunciar al cargo, el primero forzando un autogolpe y dejando el poder a un gobierno de facto, y el segundo provocando nuevamente una sucesión constitucional, en favor de Rodríguez Veltzé. Siles Salinas sería derrocado por Alfredo Ovando Candia en 1969.

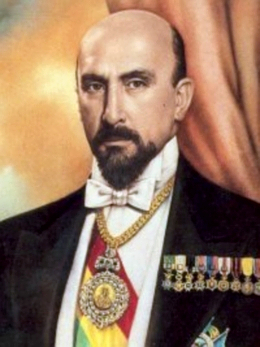
Mamerto Urriolagoitia (1949-1951) sucesor de Enrique Hertzog Garaizabal
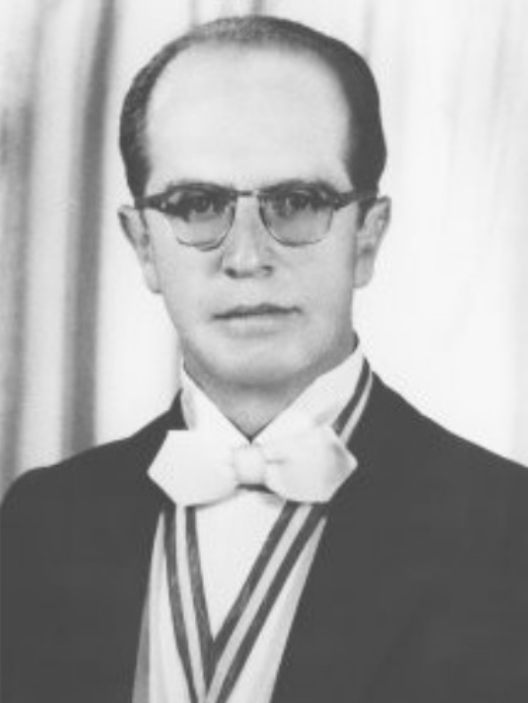
Luis Adolfo Siles Salinas (1969) sucesor de René Barrientos Ortuño
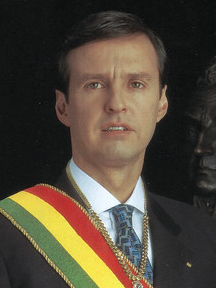
Jorge Quiroga Ramírez (2001-2002) sucesor de Hugo Banzer Suárez
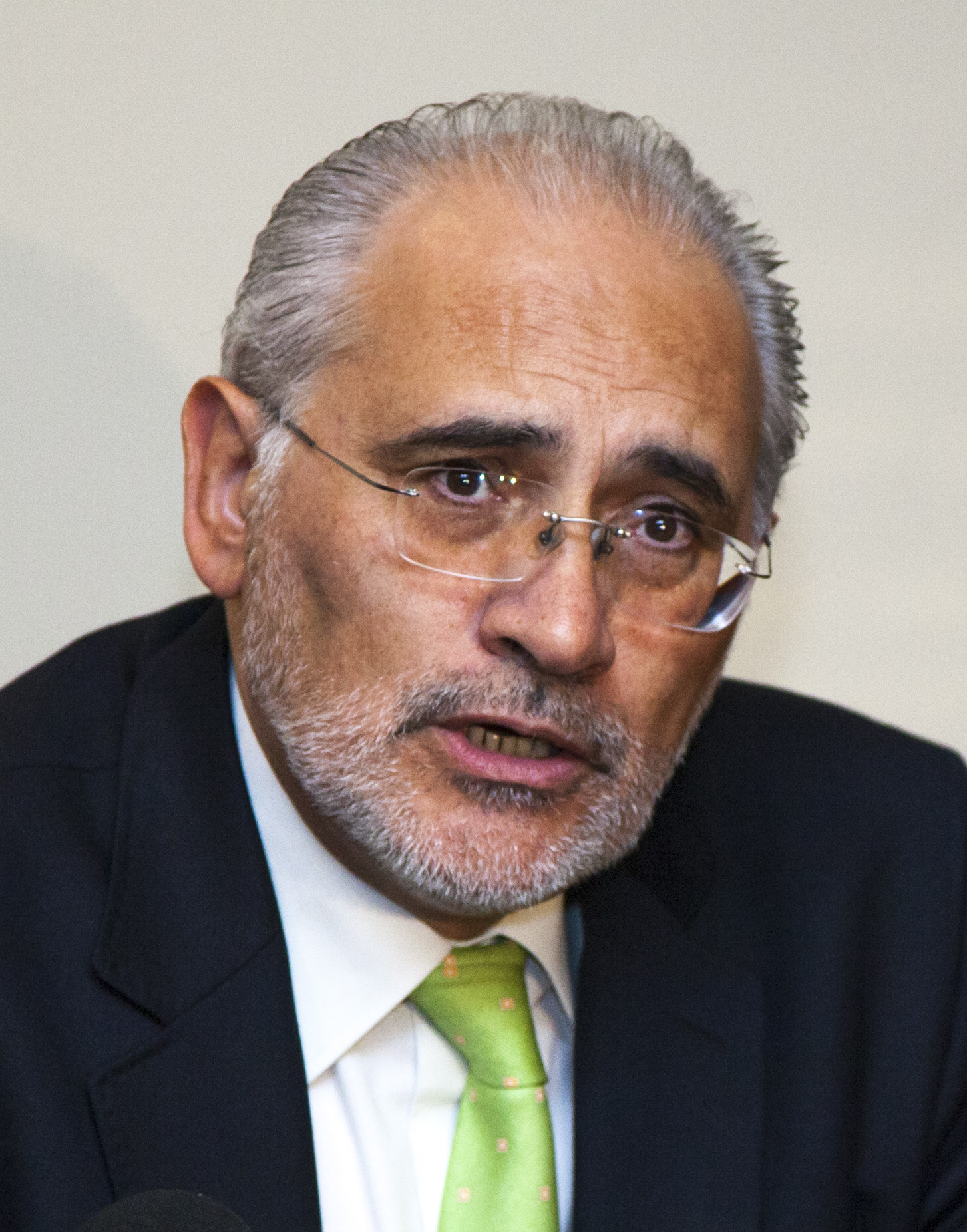
Carlos D. Mesa Gisbert (2003-2005) sucesor de Gonzalo Sánchez de Lozada

### Presidencia del Congreso Nacional

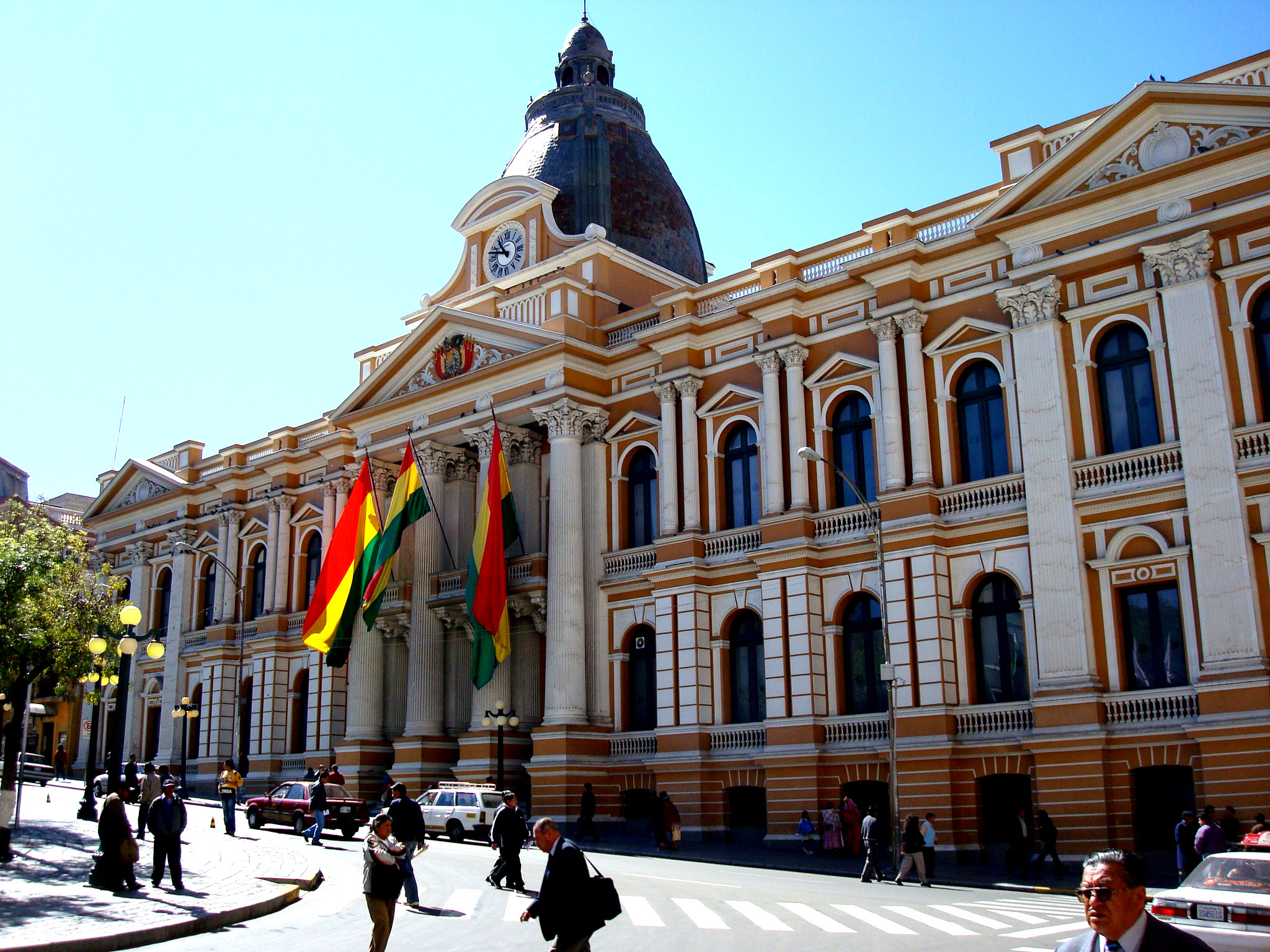
Asamblea Legislativa Plurinacional en La Paz.

Cuando se promulgó la Constitución Política de 1967, el vicepresidente adquirió el título de presidente nato del Congreso Nacional y del Senado. Los vicepresidentes electos que ejercieron el cargo bajo esa condición son:
- Luis Adolfo Siles Salinas (1966-1969)

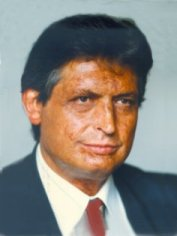
Jaime Paz Zamora (1982-1984)
- Julio Garrett Ayllón (1985-1989)
- Luis Ossio Sanjinés (1989-1993)
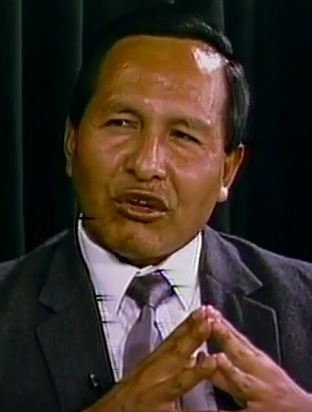
Víctor Hugo Cárdenas (1993-1997)
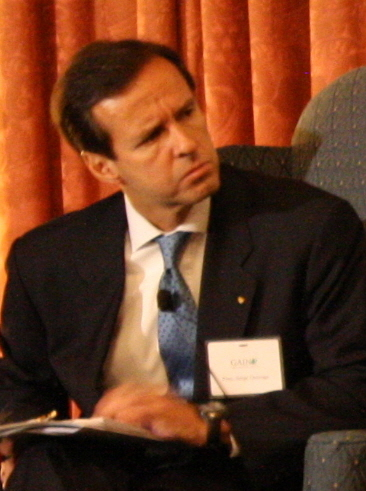
Jorge Quiroga Ramírez (1997-2001)
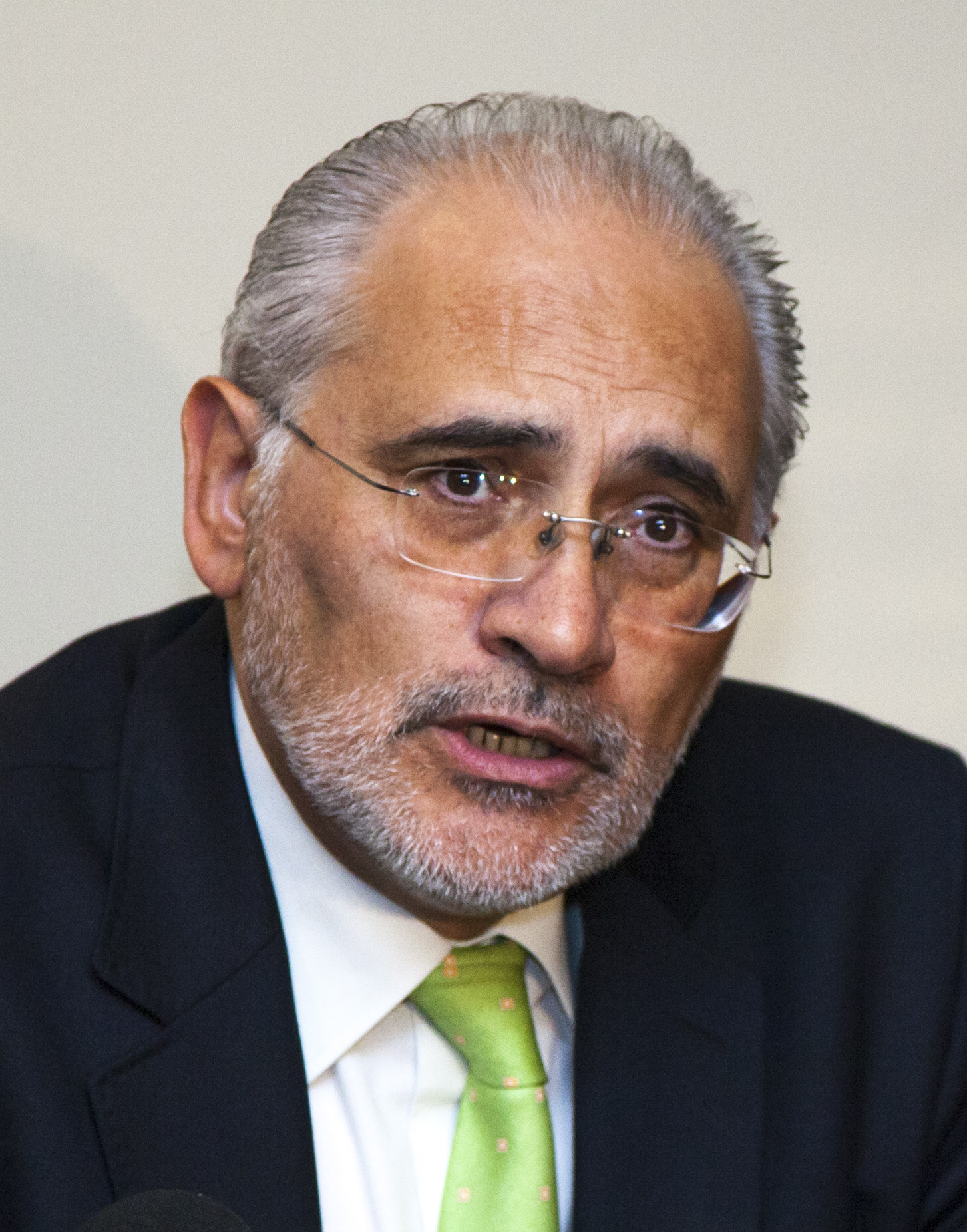
Carlos D. Mesa Gisbert (2002-2003)
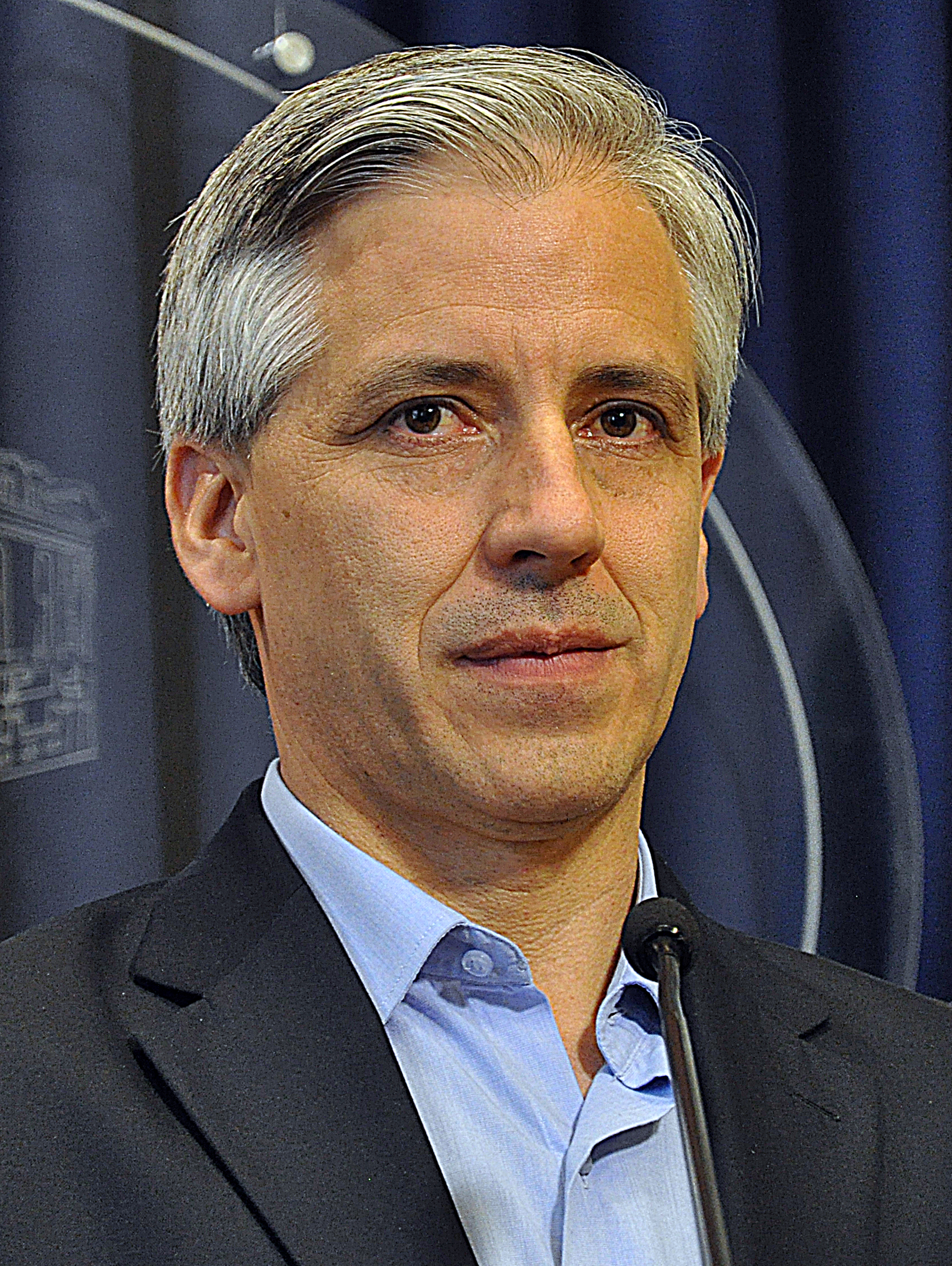
Álvaro García Linera (2006-2010)

Con la vigente Constitución Política de 2009, el vicepresidente electo tiene el título de presidente de la Asamblea Legislativa Plurinacional. Hasta la fecha, sólo Álvaro García Linera ha cumplido dicha función, desde 2010 hasta 2019.

Artículo 153°

I. La vicepresidenta o el vicepresidente del Estado presidirá la Asamblea Legislativa Plurinacional.
II. Las sesiones ordinarias de la Asamblea Legislativa Plurinacional serán inauguradas el 6 de agosto de cada año.
III. Las sesiones ordinarias de la Asamblea Legislativa Plurinacional serán permanentes y contarán con dos recesos de quince días cada uno, por año.
IV. La Asamblea Legislativa Plurinacional podrá sesionar en un lugar distinto al habitual dentro el territorio del Estado, por decisión de la plenaria y a convocatoria de su presidenta o presidente.
Constitución Boliviana de 7 de febrero de 2009
Parte Segunda, Título I, Capítulo Primero

### Presidencia interina

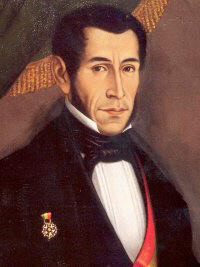
Mariano Enrique Calvo

La sucesión temporal es una de las funciones del vicepresidente y como tal a lo largo de la historia dicha función se hizo efectiva.
El caso más evidente es el de Mariano Enrique Calvo (1835-1839), vicepresidente de Andrés Santa Cruz. Posiblemente sea esa administración de Santa Cruz (1835-1839) la más agitada en la historia del país, porque en ella coincidieron tres guerras internacionales, a las cuales Bolivia participó: la guerra que formó a la Confederación Perú-Boliviana, la guerra contra la Confederación Argentina y la guerra que desmoronó a la Confederación Perú-Boliviana. En toda esa gestión, Santa Cruz estuvo más pendiente en asuntos militares que administrativos, por lo que Calvo llegó a estar más tiempo en el cargo presidencial que Santa Cruz, incluso sería a Calvo a quien derrocarían para terminar de esa manera con la unión entre Bolivia y el Perú. Calvo ejerció el interinato por más de dos años y medio, sumadas todas las ausencias de Santa Cruz.
Otros casos notables son los de Rafael Peña de Flores sustituyendo a Severo Fernández Alonso en 1899 por la Guerra Federal y el de Aníbal Capriles sustituyendo a José Manuel Pando por la guerra del Acre en 1903.

## Designación

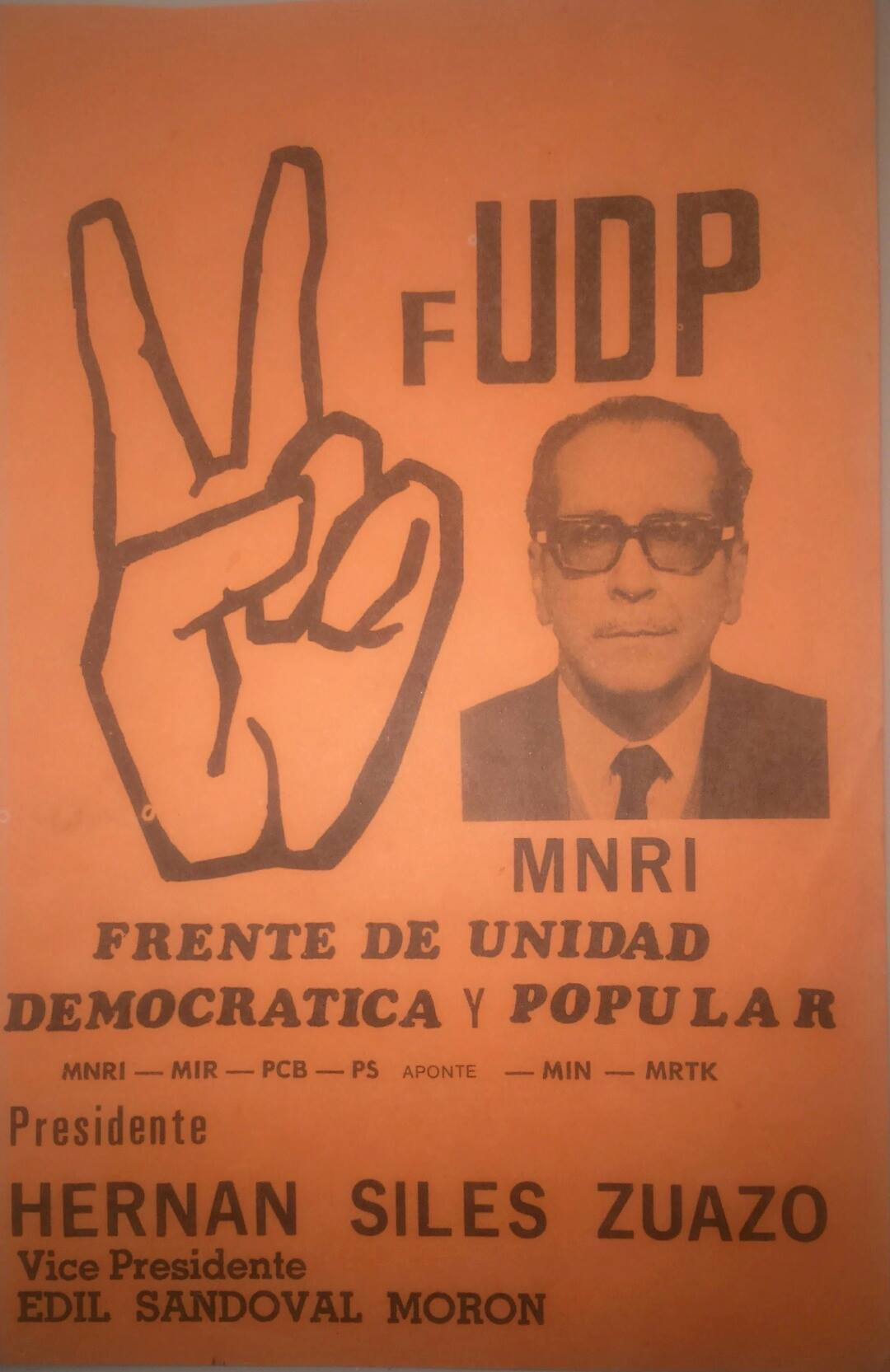
Propaganda de las elecciones generales de 1978.

En un principio, la Constitución Política de 1826 le daba al presidente de la República la potestad de decidir al aspirante a vicepresidente y presentarlo al Congreso para su ratificación. Con la llegada de Andrés Santa Cruz al poder en 1829, se decidió cambiar las formalidades en cuanto al manejo del Estado.
La Constitución Política de 1831 sentó las bases democráticas en la elección de candidatos por vía de las Juntas Electorales de Parroquia, es decir por voto indirecto, con un período de mandato de cuatro años con posibilidad de reelección.
Para 1839, se dio un cambio diametral en la conformación del Ejecutivo, eliminando el cargo vicepresidencial y dejando como única cabeza del Estado al presidente de la República, legalizada por José Miguel de Velasco en la Constitución Política de entonces.
Sería en la administración de Hilarión Daza que la figura del vicepresidente reaparecería, la Constitución Política de 1878 por primera vez situaría al cargo vicepresidencial como un nexo entre el Ejecutivo y el Legislativo, permitiéndole ser también presidente del Senado. Sin embargo, Daza nunca tuvo vicepresidente, se esperaba la elección del nuevo presidente y vicepresidente para las elecciones generales de 1880, pero debido a la guerra del Pacífico esto no ocurrió.
La Constitución Política de 1880, promulgada por Narciso Campero, sería la que retomaría el caso, pero esta vez por partida doble porque no sólo habría un vicepresidente sino dos, conformándose el Ejecutivo por tres mandatarios de Estado. Esa modalidad estaría vigente hasta la reforma constitucional de 1921, cuando se decidió suprimir una de las dos vicepresidencias. Para ese gobierno (1880-1884) sería una Convención Nacional la encargada en elegirlos, a partir de la siguiente administración el método de elección sería por voto directo calificado.
La Constitución Política de 1938 le dio una posición más importante, permitiéndole ser también presidente de los Diputados, anteriormente sólo podía presidir el Senado, se podría decir que era en ese momento presidente del Congreso, pero no estaba explícito.

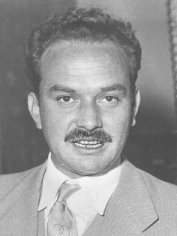
Ñuflo Chávez Ortiz, fue el primer vicepresidente electo por voto directo universal en las Elecciones generales de Bolivia de 1956

Momentáneamente, la vicepresidencia sería eliminada en la gestión de Carlos Quintanilla, pero fue restaurada en el gobierno de Gualberto Villarroel, con un cambio en la duración del mandato, de cuatro a seis años, para luego volver a ser modificada en la Constitución Política de 1947, de seis a cuatro años.
Las últimas elecciones generales bajo el sistema del voto directo calificado fue el de 1951, que fueron ganadas por los representantes del MNR, Paz Estensssoro y Siles Zuazo por mayoría relativa. Tras el triunfo de la Revolución Nacional en 1952 se implantaría en el país el sistema del voto directo universal, siendo Hernán Siles Zuazo y Ñuflo Chávez Ortiz los primeros ganadores de dicho sistema en 1956.
La Constitución Política de 1961 permitió al vicepresidente reelegirse o postular a la presidencia de la República en el periodo inmediatamente posterior.
Fue la Constitución Política de 1967 la que especificó la condición del vicepresidente como presidente nato del Congreso Nacional y del Senado. No podía reelegirse sino hasta después de los cuatro años de mandato y no podía postular a la presidencia tras haber transcurrido igual período.
La reforma constitucional de 1994 estableció que el período de mandato se ampliaba de cuatro a cinco años sin posibilidad de reelección para una administración inmediata.
La Constitución Política de 2009 recobró el cuarto poder, el Electoral, con igual jerarquía constitucional que los otros poderes: Ejecutivo, Legislativo y Judicial, con la misión de administrar el régimen democrático, el registro cívico y la justicia electoral.
En las actuales circunstancias, un ciudadano que quiera acceder al cargo deberá cumplir las siguientes normas vigentes:

Artículo 166°.

I. La presidenta o el presidente y la vicepresidenta o el vicepresidente del Estado serán elegidas o elegidos por sufragio universal, obligatorio, directo, libre y secreto. Será proclamada a la presidencia y a la vicepresidencia la candidatura que haya reunido el cincuenta por ciento más uno de los votos válidos; o que haya obtenido un mínimo del cuarenta por ciento de los votos válidos, con una diferencia de al menos diez por ciento en relación con la segunda candidatura.
II. En caso de que ninguna de las candidaturas cumpla estas condiciones se realizará una segunda vuelta electoral entre las dos candidaturas más votadas, en el plazo de sesenta días computables a partir de la votación anterior. Será proclamada a la presidencia y a la vicepresidencia del Estado la candidatura que haya obtenido la mayoría de los votos.
Artículo 167°. Para acceder a la candidatura a la presidencia o a la vicepresidencia del Estado se requiere cumplir con las condiciones generales de acceso al servicio público, contar con treinta años de edad cumplidos al día de la elección, y haber residido de forma permanente en el país al menos cinco años inmediatamente anteriores a la elección.

Artículo 168°. El periodo de mandato de la presidenta o del presidente y de la vicepresidenta o del vicepresidente del Estado es de cinco años, y pueden ser reelectas o reelectos por una sola vez de manera continua.
Constitución Boliviana de 7 de febrero de 2009
Parte Segunda, Título II, Capítulo Primero, Sección II

## Lista de vicepresidentes de Bolivia

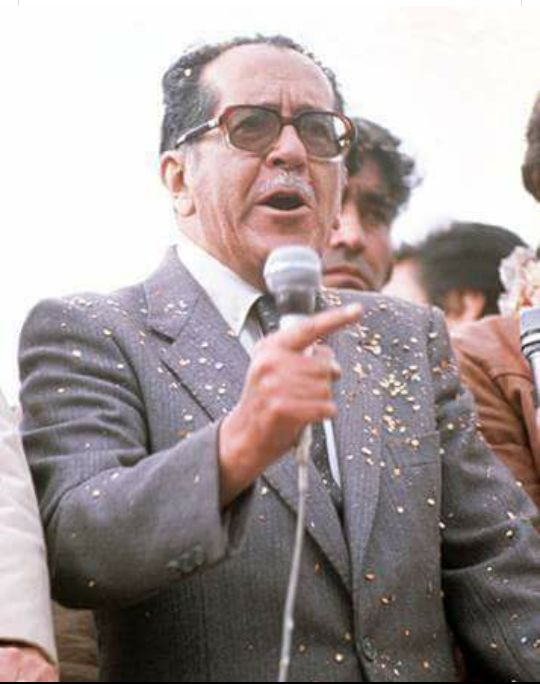
Hernán Siles Zuazo en un discurso en la ciudad de La Paz a su retorno al país, 1982.

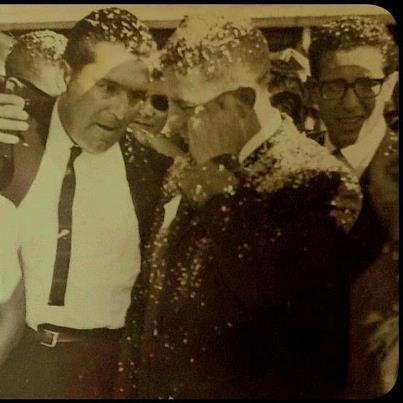
René Barrientos y Ruperto Herboso en la celebración del mercado Fidel Araníbar en Cochabamba, 1966.

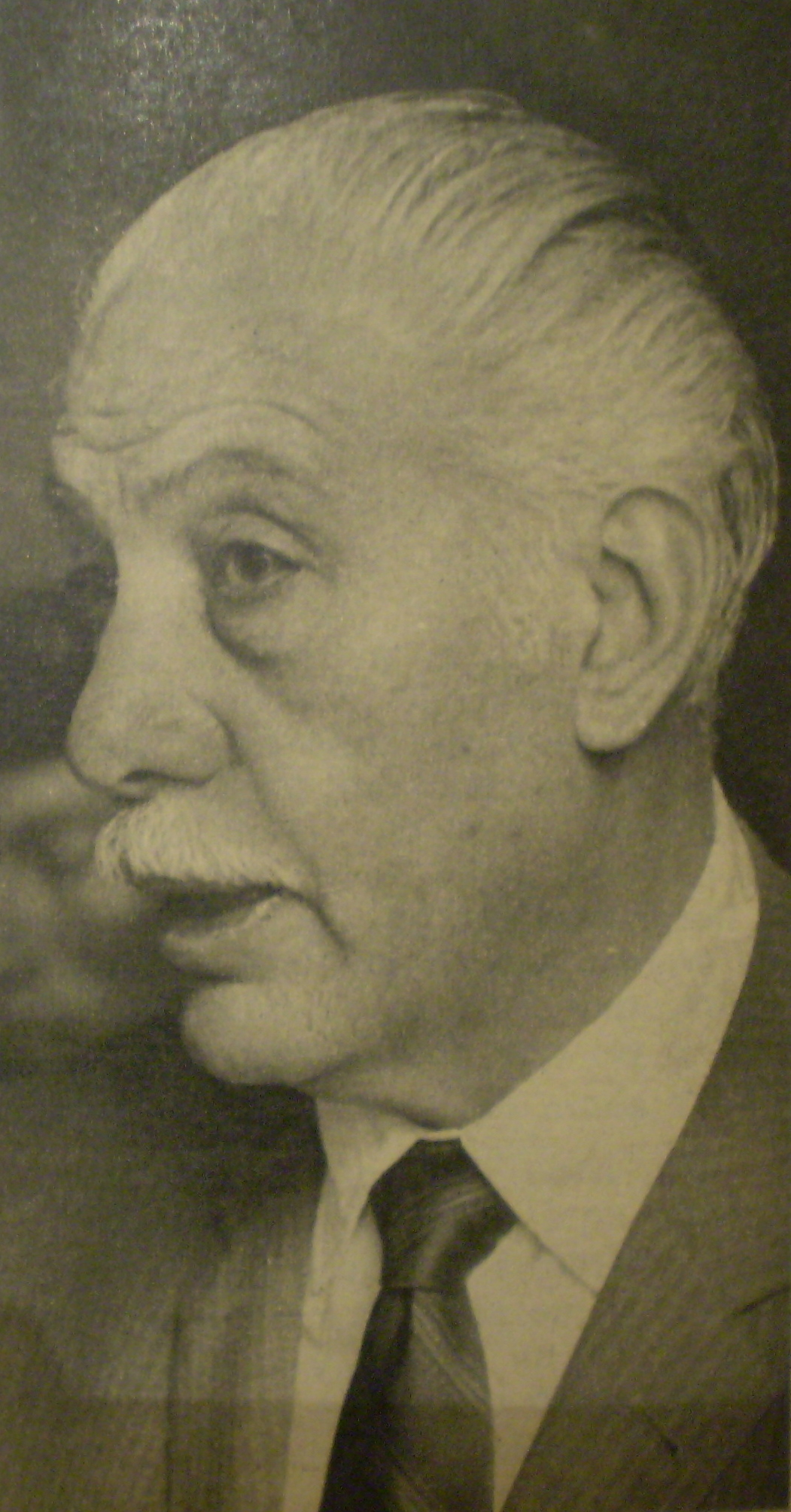
Juan Lechín Oquendo en su calidad de secretario general de la Central Obrera Boliviana, 1970.

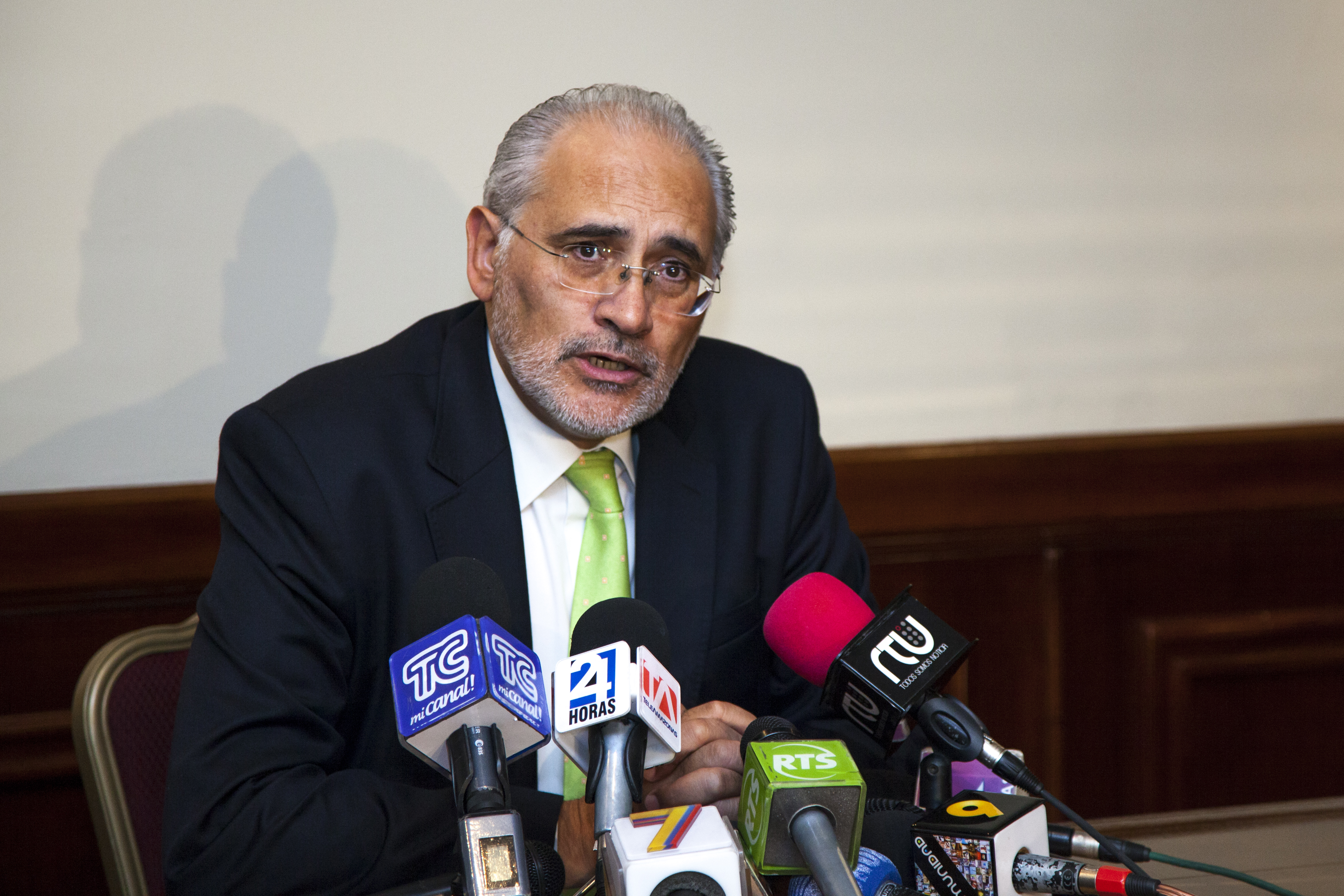
Carlos D. Mesa Gisbert en diálogo con la prensa en ciudad de Guatemala, 2014.

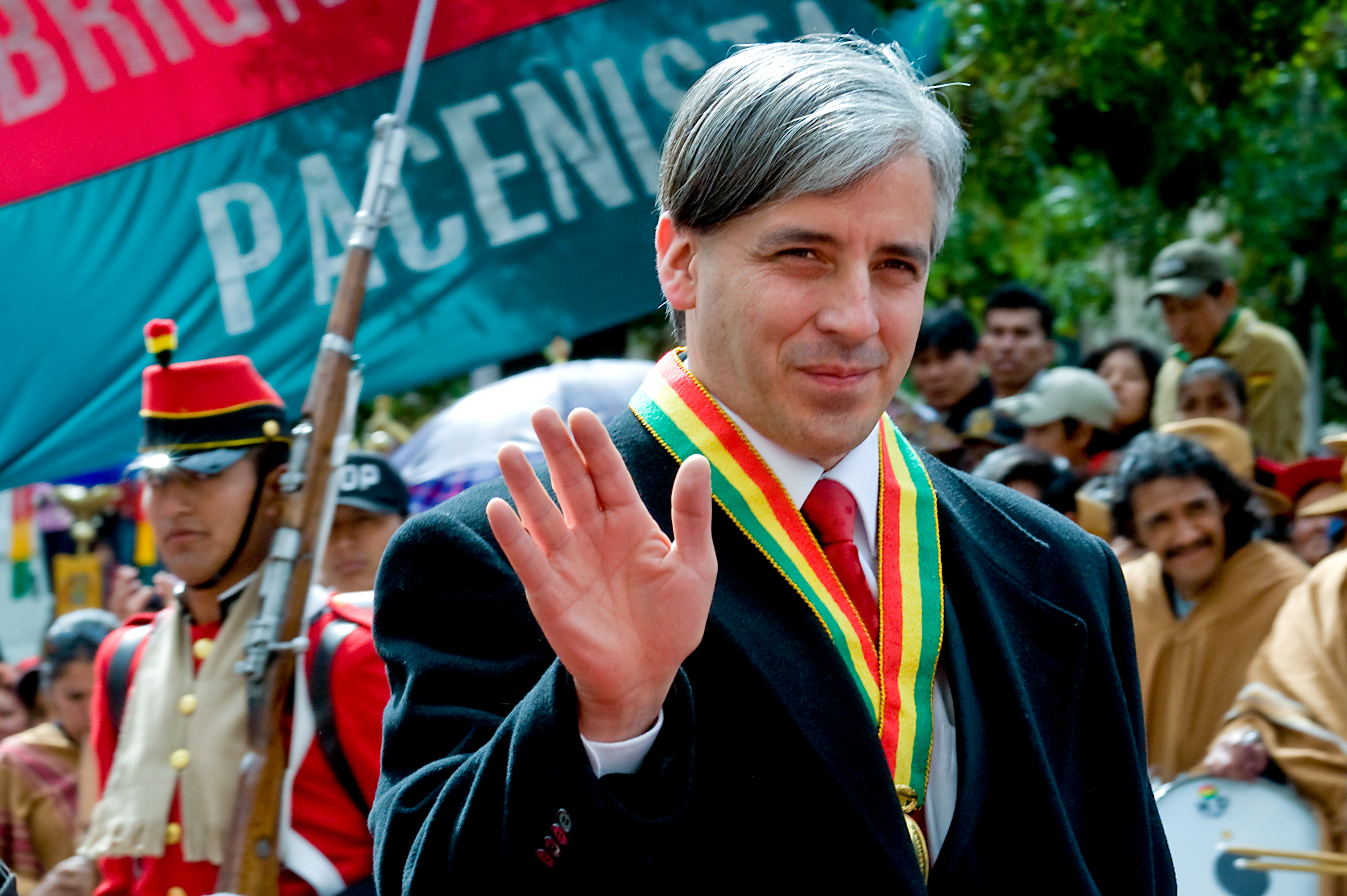
Álvaro García Linera en el desfile por el aniversario del departamento de La Paz, 2008.

A continuación la lista de vicepresidentes de Bolivia, el número histórico de cada uno, su mandato y el gobierno al que correspondieron:
| N.º  | Vicepresidente | Vicepresidente                    | Vicepresidente                  | Gestión         | Gestión         | Gobierno |
| ---- | -------------- | --------------------------------- | ------------------------------- | --------------- | --------------- | -------- |
| 1.º  |                | José Ramón de Loayza Pacheco      | José Ramón de Loayza Pacheco    | 1828-1829       | 1828-1829       | 5        |
| 2.º  |                | José Miguel de Velasco Lozano     | José Miguel de Velasco Lozano   | I               | 1829-1831       | 7        |
| 2.º  | II             | José Miguel de Velasco Lozano     | José Miguel de Velasco Lozano   | 1831-1835       | 8               |          |
| 3.º  |                | Mariano Enrique Calvo Cuéllar     | Mariano Enrique Calvo Cuéllar   | 1835-1839       | 1835-1839       | 9        |
| 4.º  |                | Aniceto Arce Ruiz                 | v1                              | 1880-1881       | 1880-1881       | 27       |
| 5.º  |                | Belisario Salinas Belzu           | v2                              | 1880-1884       | 1880-1884       | 27       |
| 6.º  |                | Mariano Baptista Caserta          | v1                              | 1884-1888       | 1884-1888       | 28       |
| 7.º  |                | Jorge Oblitas Mendizábal          | v2                              | 1884-1888       | 1884-1888       | 28       |
| 8.º  |                | José Manuel del Carpio            | v1                              | 1888-1892       | 1888-1892       | 29       |
| 9.º  |                | Serapio Reyes Ortiz               | v2                              | 1888-1892       | 1888-1892       | 29       |
| 10.º |                | Severo Fernández Alonso Caballero | v1                              | 1892-1896       | 1892-1896       | 30       |
| 11.º |                | Rafael Peña de Flores             | v1                              | 1896-1899       | 1896-1899       | 31       |
| 12.º |                | Jenaro Sanjinés Calderón          | v2                              | 1896-1899       | 1896-1899       | 31       |
| 13.º |                | Lucio Pérez Velasco               | v1                              | 1899-1903       | 1899-1903       | 33       |
| 14.º |                | Aníbal Capriles Cabrera           | v2                              | 1899-1904       | 1899-1904       | 33       |
| 15.º |                | Eliodoro Villazón Montaño         | v1                              | 1904-1909       | 1904-1909       | 34       |
| 16.º |                | Valentín Abecia Ayllón            | v2                              | 1904-1909       | 1904-1909       | 34       |
| 17.º |                | Macario Pinilla Vargas            | v1                              | 1909-1913       | 1909-1913       | 35       |
| 18.º |                | Juan Misael Saracho               | v2                              | I               | 1909-1913       | 35       |
| 18.º | v1             | Juan Misael Saracho               | II                              | 1913-1915       | 36              |          |
| 19.º |                | José Carrasco Torrico             | v2                              | 1913-1917       | 1913-1917       |          |
| 20.º |                | Ismael Vázquez Virreira           | v1                              | 1917-1920       | 1917-1920       | 37       |
| 21.º |                | José Santos Quinteros Escóbar     | v2                              | 1917-1920       | 1917-1920       | 37       |
| 22.º |                | Abdón S. Saavedra Mallea          | Abdón S. Saavedra Mallea        | 1926-1930       | 1926-1930       | 41       |
| 23.º |                | José Luis Tejada Sorzano          | José Luis Tejada Sorzano        | 1931-1934       | 1931-1934       | 44       |
| 24.º |                | Enrique Baldivieso Aparicio       | Enrique Baldivieso Aparicio     | 1938-1939       | 1938-1939       | 47       |
| 25.º |                | Julián V. Montellano Carrasco     | Julián V. Montellano Carrasco   | 1945-1946       | 1945-1946       | 50       |
| 26.º |                | Mamerto Urriolagoitia Harriague   | Mamerto Urriolagoitia Harriague | 1947-1949       | 1947-1949       | 53       |
| 27.º |                | Hernán Siles Zuazo                | Hernán Siles Zuazo              | 1952-1956       | 1952-1956       | 56       |
| 28.º |                | Ñuflo Chávez Ortiz                | Ñuflo Chávez Ortiz              | 1956-1957       | 1956-1957       | 57       |
| 29.º |                | Juan Lechín Oquendo               | Juan Lechín Oquendo             | 1960-1964       | 1960-1964       | 58       |
| 30.º |                | René Barrientos Ortuño            | René Barrientos Ortuño          | 1964            | 1964            | 59       |
| 31.º |                | Luis Adolfo Siles Salinas         | Luis Adolfo Siles Salinas       | 1966-1969       | 1966-1969       | 63       |
| 32.º |                | Jaime Paz Zamora                  | Jaime Paz Zamora                | 1982-1984       | 1982-1984       | 77       |
| 33.º |                | Julio Garrett Ayllón              | Julio Garrett Ayllón            | 1985-1989       | 1985-1989       | 78       |
| 34.º |                | Luis Ossio Sanjinés               | Luis Ossio Sanjinés             | 1989-1993       | 1989-1993       | 79       |
| 35.º |                | Víctor Hugo Cárdenas Conde        | Víctor Hugo Cárdenas Conde      | 1993-1997       | 1993-1997       | 80       |
| 36.º |                | Jorge Fernando Quiroga Ramírez    | Jorge Fernando Quiroga Ramírez  | 1997-2001       | 1997-2001       | 81       |
| 37.º |                | Carlos Diego de Mesa Gisbert      | Carlos Diego de Mesa Gisbert    | 2002-2003       | 2002-2003       | 83       |
| 38.º |                | Álvaro García Linera              | Álvaro García Linera            | I               | 2006-2010       | 86       |
| 38.º | II             | Álvaro García Linera              | Álvaro García Linera            | 2010-2015       | 87              |          |
| 38.º | III            | Álvaro García Linera              | Álvaro García Linera            | 2015-2019       | 88              |          |
| 39.º |                | David Choquehuanca Céspedes       | David Choquehuanca Céspedes     | 2020-actualidad | 2020-actualidad | 90       |

### Vicepresidentes sin asumir
A continuación la lista de vicepresidentes electos constitucionalmente que no asumieron el cargo:
| Vicepresidente | Vicepresidente                | Vicepresidente                | Electo | Gobierno | Notas |
| -------------- | ----------------------------- | ----------------------------- | ------ | -------- | --- |
|                | José Miguel de Velasco Lozano | José Miguel de Velasco Lozano | 1828   | -        | Inmediato a su elección ocupó la presidencia interina de la nación por la ausencia de Andrés Santa Cruz. |
|                | Juan Federico Zuazo Miranda   | v2                            | 1892   | 30       | Falleció antes de asumir el cargo.                                                                       |
|                | Eufronio Viscarra             | v1                            | 1908   | -        | Las elecciones generales fueron anuladas tras el deceso del presidente electo Fernando Eloy Guachalla.   |
|                | Fidel Valdez                  | v2                            | 1908   | -        | Las elecciones generales fueron anuladas tras el deceso del presidente electo Fernando Eloy Guachalla.   |
|                | Luis S. Paz Arce              | Luis S. Paz Arce              | 1921   | 39       | Renunció antes de asumir el cargo.                                                                       |
|                | Abdón S. Saavedra Mallea      | Abdón S. Saavedra Mallea      | 1925   | -        | Las elecciones generales fueron anuladas tras objetarse el triunfo de los mandatarios electos.           |
|                | Rafael de Ugarte              | Rafael de Ugarte              | 1934   | -        | Las elecciones generales fueron anuladas tras el golpe de Estado a Daniel Salamanca.                     |

## Exvicepresidentes vivos
Actualmente quedan con vida cinco exvicepresidentes que ejercieron el cargo previamente. La muerte más reciente fue de Julio Garrett Ayllón (1985-1989), ocurrida el 19 de marzo de 2018.
- Jaime Paz Zamora
(1982-1984)
15 de abril de 1939 (86 años)
- Víctor Hugo Cárdenas
(1993–1997)
4 de junio de 1951 (74 años)
- Jorge Quiroga Ramírez
(1997–2001)
5 de mayo de 1960 (65 años)
- Carlos D. Mesa Gisbert
(2002–2003)
12 de agosto de 1953 (71 años)
- Álvaro García Linera
(2006–2019)
19 de octubre de 1962 (62 años)